# Bruna Franchetto
Bruna Franchetto (Turim, 8 de dezembro de 1950) é uma linguista e antropóloga italiana radicada no Brasil É especialista em línguas indígenas sul-americanas, especialmente as línguas indígenas de Mato Grosso. 

## Vida
Nascida na Itália, Bruna é filha de Bruno Franchetto e Giuseppa Savio.
Fez seus estudos superiores em Filosofia na Universidade de Roma "La Sapienza" (1969-1975), homologando seu diploma na Universidade Federal do Rio de Janeiro (UFRJ). Em 1986, concluiu seu doutorado em Antropologia Social pelo Programa de Pós-Graduação em Antropologia Social no Museu Nacional, UFRJ, com a tese uFalar kuikuro: estudo etnolinguístico de um grupo karib do Alto Xingu, sob a supervisão de Yonne de Freitas Leite.
É professora titular da Universidade Federal do Rio de Janeiro, onde trabalha desde 1989.

## Realizações
Desenvolve pesquisas sobre diversidade linguística, defendendo a presença de línguas indígenas em todos os espaços de ensino. Sua pesquisa linguística e etnológica concentra-se na descrição, documentação e análise do Kuikuro, falada no sul da Amazônia, e nas tradições orais e nas artes verbais do povo Kuikuro. Em colaboração com os indígenas deste povo, coordena o Grupo de Cineastas Kuikuro e o o Projeto Documenta Kuikuro.
É Coordenadora Científica do Projeto de Documentação de Línguas Indígenas (ProDoclin) no Museu do Índio (FUNAI-RJ) e UNESCO. Também e coordenadora da Comissão de Línguas Indígenas da Abralin. Em 2021, foi eleita sócia honorária da Linguistic Society of America.

## Escritos
- Franchetto, Bruna (org). 2011. Alto Xingu: uma sociedade multilíngue. Rio de Janeiro: Museu do Índio/FUNAI.
- On this and other worlds: Voices from Amazonia (Stenzel & Franchetto 2017) (em inglês)
- Falar Kuikúro. Estudo etnolingüístico de um grupo Karíbe do Alto Xingu (Franchetto 1986)
- Primeiros passos da revitalização da língua Guató: uma etnografia (Franchetto & Godoy 2017)
- "O aparecimento dos caraíba": para uma história kuikuro e alto-xinguana (Franchetto 1992)
- Yonne de Freitas Leite: a linguista de paixão infinda (Franchetto & Vieira 2013)
- A ergatividade Kuikúro (Karíbe): Algumas propostas de análise (Franchetto 1990)
- Fonologia da língua Paresi-Haliti: descrição e análise (Silva & Franchetto 2008)
- A guerra dos alfabetos: os povos indígenas na fronteira entre o oral e o escrito (Franchetto 2008)
- Distinções prosódicas entre as variantes Karib do Alto Xingu (Silva, Franchetto & Colamarco 2011)
- Evidências linguísticas para o entendimento de uma sociedade multilíngue: o Alto Xingu (Franchetto 2011)